# DF-31
Дунфен 31 або DF-31 (Кит. 東風-31; Укр. «Східний вітер-31»; Позначення в НАТО — CSS-10) — китайська міжконтинентальна балістична ракета сімейства ракет Дунфен.

## Історія
КНР розпочала розробку МБР DF-31 у січні 1985 року. У 1999 році ракета вперше була публічно продемонстрована. 2 серпня 1999 року китайські державні ЗМІ повідомили про успішне випробування DF-31. Оперативне розгортання ракет, як повідомляється, розпочалося у 2006 році.
У 2009 році китайські запаси оцінювалися у 15 ракет DF-31 і менше 15 ракет DF-31A.

## Опис
DF-31 — триступенева твердопаливна ракета, оснащена інерціальною навігаційною системою. Ракета встановлена на мобільній ПУ. 
DF-31 здатна нести одну боєголовку потужністю в 1 мегатонну, або 5 боєголовок потужністю 90 кілотонн.
Максимальна дальність польоту DF-31 — 8 000 км. Також КНР розробила вдосконалений варіант DF-31 під назвою DF-31A. Ця модернізована ракета має збільшену дальність польоту до 13 000 км.